# Kim Terrell
Kim Christopher Terrell (* 18. Oktober 1962) ist ein ehemaliger australischer Schwimmer.

## Karriere
Terrell nahm 1984 an den Olympischen Spielen teil. In Los Angeles erreichte er im Wettbewerb über 200 m Rücken den dritten Platz seines Vorlaufes und verpasste das Halbfinale mit einer Zeit von 2:06,56 min nur knapp. Ein Jahr später war er Teilnehmer der ersten Pan Pacific Swimming Championships. Hier wurde er Siebter über 200 m Rücken.